# Leptotarsus clarus
Leptotarsus clarus är en tvåvingeart som först beskrevs av Kirby 1884.  Leptotarsus clarus ingår i släktet Leptotarsus och familjen storharkrankar. Inga underarter finns listade i Catalogue of Life.